# Хотел Трансилванија: Трансформанија
Хотел Трансилванија: Трансформанија (енгл. Hotel Transylvania: Transformania) је амерички рачунарски-анимирани чудовишно-хумористички филм из 2022. године, продуцента Sony Pictures Animation-а. Четврти је и финални део у франшизи Хотел Трансилванија и наставак филма Хотел Трансилванија 3: Одмор почиње! (2018). Гласове позајмљују Енди Семберг, Селена Гомез, Кетрин Хан, Џим Гафиган, Стив Бусеми, Моли Шенон, Дејвид Спејд, Киган-Мајкл Ки, Брајан Хал, Френ Дрешер, Бред Абрел и Ашер Блинков.
Првобитно је планирано да филм буде издат 9. септембра 2021. године у Аустралији и 1. октобра у Сједињеним Државама, дистрибутера Sony Pictures Releasing-а, али је излазак филма померен због повећаног броја случајева делта варијанте корона вируса у Америци. Филм је издат 14. јануара 2022. године на платформи Amazon Prime Video. Добио је помешане критике од стране критичара.